# Костел Непорочного Зачаття Пречистої Діви Марії (Сидорів)
Костел Непорочного Зачаття Пречистої Діви Марії в Сидорові — культова споруда, колишній парафіяльний храм Римо-католицької церкви в с. Сидорові Чортківського району Тернопільської области, Україна. Пам'ятка архітектури національного значення.

## Відомості
Збудований як костел домініканів 1741 року. Почав будуватися за ініціативою і сприяння кам'янецького каштеляна Марціна Каліновського, саме будівництво закінчили за сприяння його сина Людвіка. Костел споруджений за формою родового гербу Калинова. Автором проєкту костелу був кам'янецький комендант, архітектор Ян де Вітте.
У костелі до 1945 року була чудотворна ікона («образ») Матері Божої латинського обряду, потім його вивезли до Варти Болеславецької (Польща). 1994 року було зроблено для Сидорова копію цієї ікони.

## Галерея

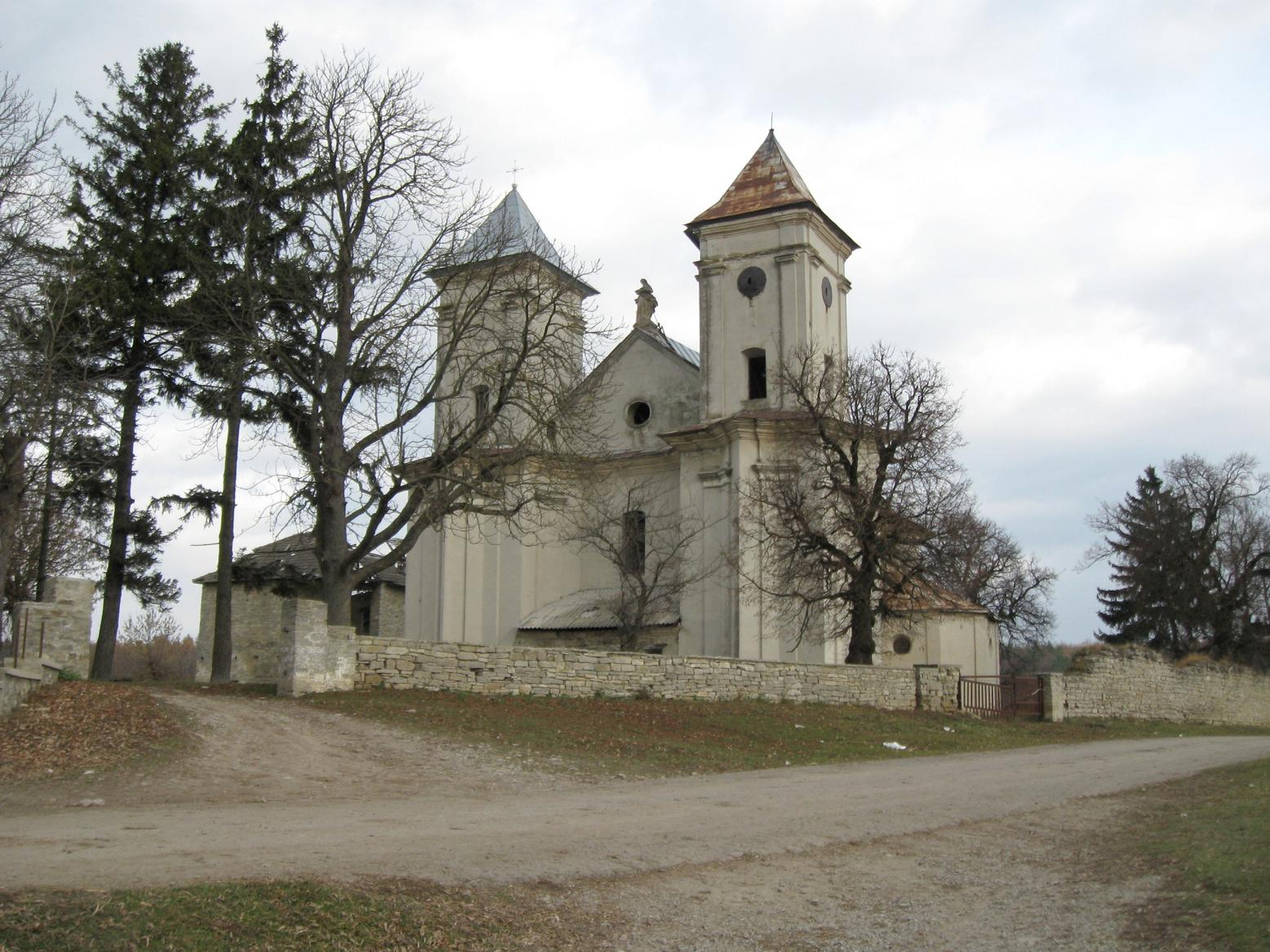
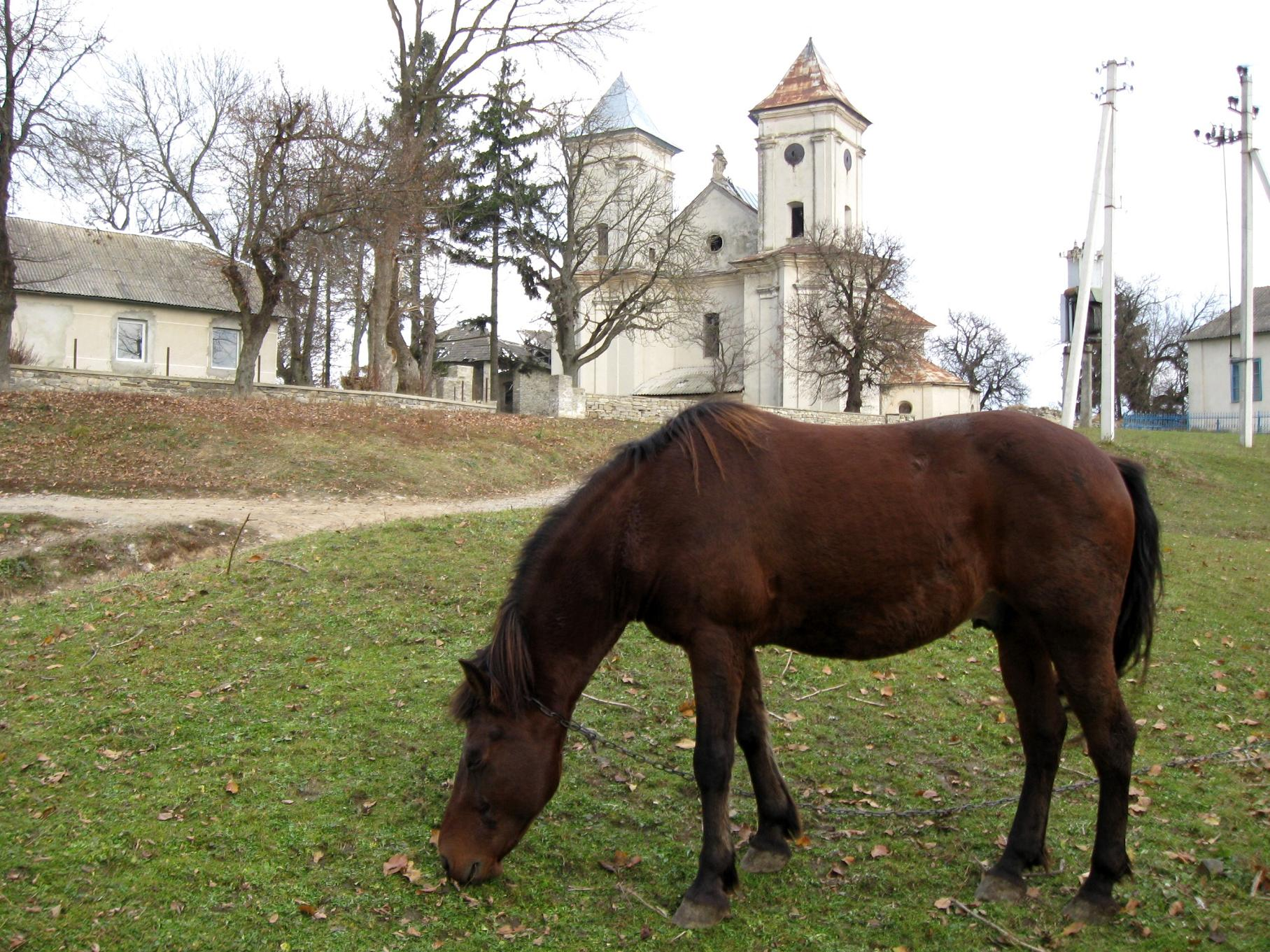
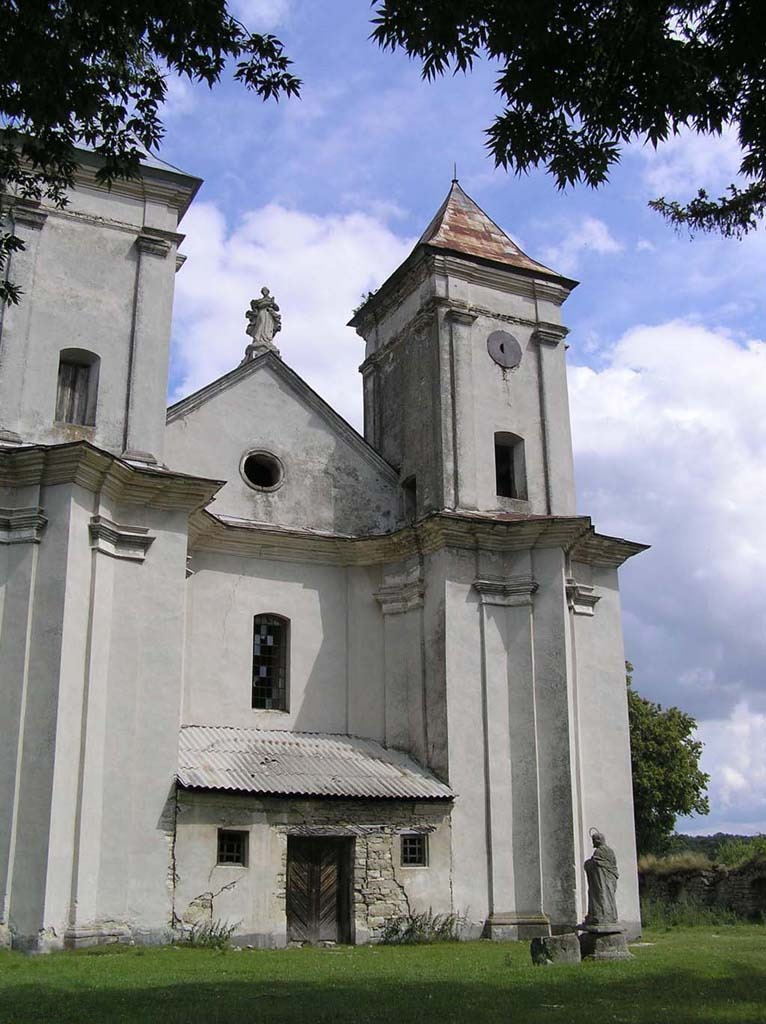
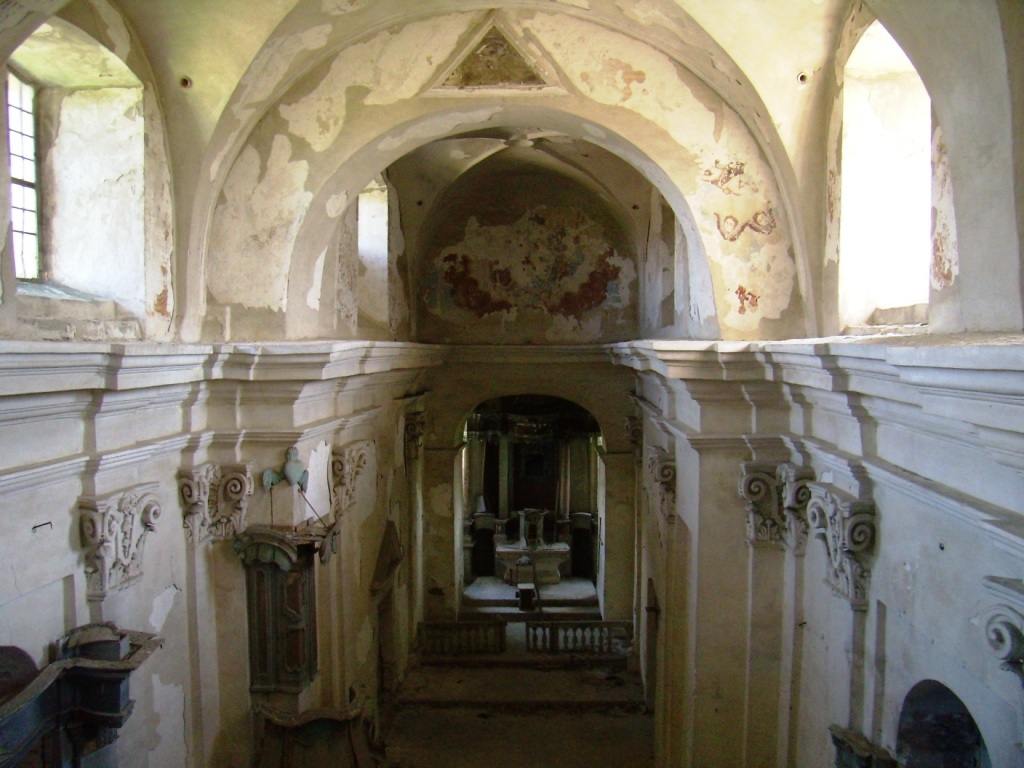
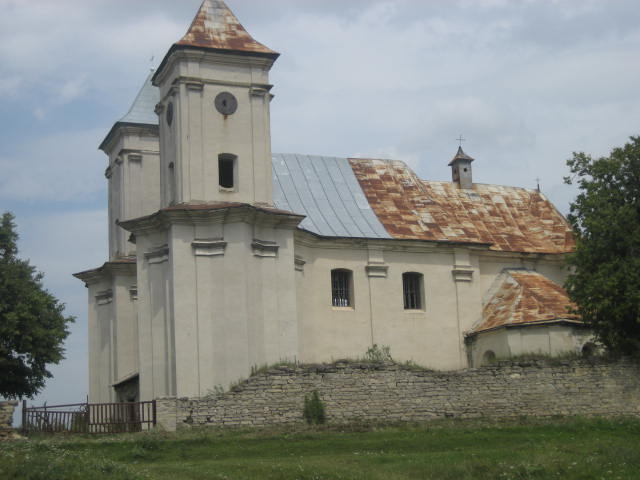

## Усипальниця
У крипті були поховані коронний гетьман Марцін Калиновський, його родич — фундатор Марцін Каліновський.